# Острів (Самбірський район)
О́стрів — село в Україні, у Самбірському районі Львівської області. Населення становить 613 осіб, 550 з яких постійне населення. Орган місцевого самоврядування — Рудківська міська рада.

## Історія
Дата заснування поселення невідома. Проте, перша письмова згадка  в документах про село є в 1441 році. у польському краєзнавчому збірнику, тому ймовірно, засноване ще  на поч. XV століття. Існує теорія, що село було засноване нашими пращурами, котрі рятуючись від набігів татар переховувались у болотистій місцевості. Також, є легенда про те, що засновником села є рибалка. Місцевість, серед боліт та водойм привабили рибака, і він поселився разом із сім’єю. Побудувавши декілька хатинок, і так, із невеличкого хутора переросло в поселення. Коли річка виходила з берегів, залишались невелика територія землі, так званий острівець. Звідси і походить назва села Острів.
Друга версія виникнення назви села виходить із його розташування. Населений пункт знаходився на самому вістрі дороги до Львова, звідси і назва – Вістрів. Згодом після зміни маршрутів, дана назва втратила свою актуальність та змінюється у Острів. Також існує образлива назва села, яку вживають жителі довколишнів сіл, – Льоховичі. Не складно здогадатись, що прозвали село через те, що раніше у господарстві практично кожної сім'ї була льоха. 
Перша духовна святиня - капличка Матері Божої, була побудована на початку XIX ст. У 1878 р. було споруджено дерев’яну церкву Покрови Пресвятої Богородиці. Саме там, місцеві жителі розвивали свої духовні цінності, а також навчалося граматики. Під час періоду коли Україна входила до СРСР церква була зачинена. Через багато років, а точніше в 1991 р. було збудовано новий цегляний храм з 5-ма банями – Храм Покрови Пресвятої Богородиці. Стару церковцю розібрали та відправили мирянам на Закарпаття. 
Мешканці Острова займались своєю самоосвітою. Не маючи можливості навчатись у освітніх закладах, селяни влаштовували так звані «освітні вечори» у приватних будинках. У селі була «хата-читальня» у господаря Клюки Антона. Там, люди збиралися по вечорах, читали книжки, обговорювали різні питання. Але однієї кімнати було замало для односельчан і вони рішили побудувати велику читальню.   Найактивніші члени читальні ходили по селах, збирали гроші, потім купили дерево і побудували читальню. Керував всією роботою, а потім і читальнею Прозор Микола, якого тоді називали – «муж довір’я». Читальня на той час була велика: зал, сцена, а збоку ще була крамничка, де торгували різним крамом.     
З 1911 р. по 1939 р. Функціонувала початкова школа, в якій уроки велись виключно на польській мові, оскільки територія села входила до Польщі. У 1963 р. було побудовано нову початкову школу, яка є діючою по сьогодні.
В 1959 р. за кошти колгоспу побудували новий клуб «Просвіта». В 2001 р. клуб було перейменовано на Народний дім. Село Острів славиться трудолюбивими, обдарованими, талановитими людьми. І щоб розвивати їхні здібності, талант, в Народному домі створено багато гуртків художньої самодіяльності: хоровий, драматичний, народні музики, сімейний ансамбль Пехів, фольклорний ансамбль «Калинонька», який 25 років має звання «Народний». 
В період тоталітарного режиму СРСР село зазнало великого терору. Острів'ян сім'ями відправляли на заслання до Сибіру під приводом куркулів (ворогів народу). Серед них родини: Рогівські, Клюки, Стебельські, Котик та інші. Жорстокі вбивства скоєні злочиною владою, в 1944 р. були вбиті  працівники сільської ради, за прикриття своїх мешканців від служіння в армії більшовиків. Зокрема: Прозора Миколи Васильовича – голова сільської ради, Коропісь Іван – секретар, Стебельська Катерина – працівниця с/р. В честь вшанування пам'яті було назвоно вулицю на ім'я М. Прозора. Також трагічно загинули чоловіки, котрі з патріотичних міркувань відмовились служити в армії окупанта.   
В селі знаходиться невеличка кузня, де виробляють різноманітні вироби із металу. Кузня заснована ще у першій половині XX ст. За часів Австро-Угорщини був збудований міст із шлюзами, який використовується і сьогодні.  
У 1948 р. був побудований  колгосп ім. Івана Франка. На поч. 90-х років він був ліквідований.  
На поч. 70-х  р. XX cт. почав діяти філіал від Львівського заводу «Мікроприлад». У 90-х роках в зв’язку із розпадом СРСР завод було ліквідовано.  
Також на території села розташована школа, Народний дім, церква. На пасовищі села є невеличкий спортивний майданчик для ігор. Нещодавно утворилася футбольна команда села «Острів».    